# Ronald Kuba
Ronald Kuba, né le 14 octobre 1994, est un coureur cycliste slovaque.

## Biographie
En juin 2021, il devient champion de Slovaquie du contre-la-montre à Bánovce nad Bebravou,.

## Palmarès et résultats

### Palmarès par année
- 2020
  - 3e du championnat de Slovaquie du contre-la-montre
- 2021
  -  Champion de Slovaquie du contre-la-montre

### Classements mondiaux
| Année                                 | 2019  | 2020  | 2021 | 2022  | 2023  |
| ------------------------------------- | ----- | ----- | ---- | ----- | ----- |
| Classement mondial                    | 2509e | 1109e | 906e | 1569e | 2224e |
| UCI Europe Tour                       | 1596e | 858e  | 694e | 1052e | nc    |
|                                       |       |       |      |       |       |
| Légende : nc = non classéSource : UCI |       |       |      |       |       |